# ورزشگاه دا لوز
ورزشگاه استادیو دا لوز (به پرتغالی: Estádio da Luz) ورزشگاهی چندمنظوره در شهر لیسبون، کشور پرتغال است که معمولاً از آن برای برگزاری بازی فوتبال استفاده می‌شود. این ورزشگاه میزبان بازی‌های خانگی باشگاه فوتبال بنفیکا، مالک آن است.
این ورزشگاه در ۲۵ اکتبر ۲۰۰۳ با برگزاری یک بازی دوستانه بین بنفیکا و باشگاه ناسیونال اروگوئه افتتاح شد، تا جایگزین Estádio da Luz اصلی باشد که ۱۲۰٬۰۰۰ صندلی داشت. ظرفیت صندلی‌ها در این ورزشگاه به ۶۵۶۴۷ کاهش یافته‌است و در حال حاضر ۶۴٬۶۴۲ ظرفیت دارد. این استادیوم توسط HOK Sport Venue Event (پاپولوس کنونی) طراحی شده و هزینه ساخت آن ۱۶۲ میلیون یورو بوده‌است.
استادیو دا لوز که یک استادیوم رده چهار یوفا و یکی از بزرگترین ورزشگاه‌های موجود در اروپا (بزرگترین در پرتغال) است، میزبان چندین مسابقه از یورو ۲۰۰۴ از جمله فینال آن رقابت‌ها و همچنین فینال‌های ۲۰۱۴ و ۲۰۲۰ لیگ قهرمانان اروپا بوده‌است.
علاوه بر این، محل برگزاری مراسم اعلام عجایب هفتگانه جدید در سال ۲۰۰۷ بود. در نظرسنجی آنلاین ۲۰۱۴ توسط لکیپ به عنوان زیباترین ورزشگاه اروپا انتخاب شد.

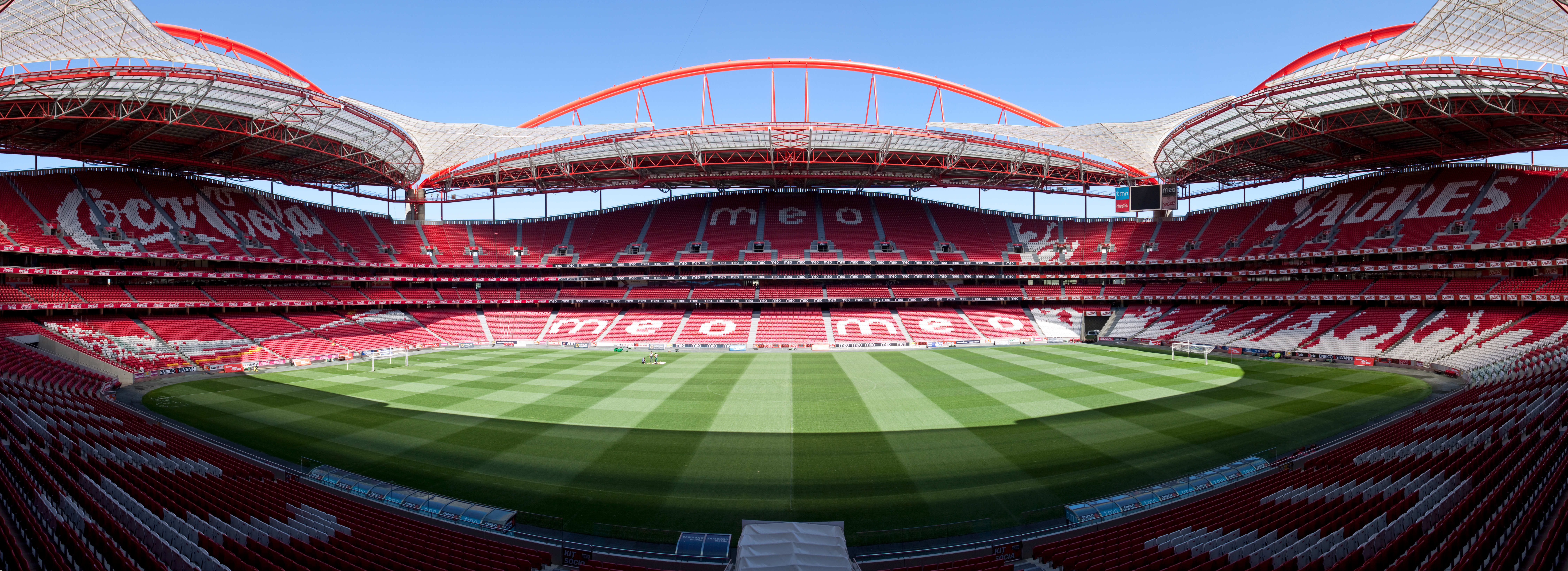
نمایی از ورزشگاه استادیو دا لوز

Estádio do Sport Lisboa e Benfica Luz تا پانزدهمین سالگرد تولد خود بیش از ۱۷ میلیون تماشاگر را پذیرا بود.

## نامگذاری
در حالی که ورزشگاه قبلی بنفیکا نیز به‌طور رسمی "Estádio do Sport Lisboa e Benfica" نامگذاری شده بود، هر دو ورزشگاه قدیم و جدید همواره با نام غیررسمی خود، Estádio da Luz نامیده می‌شوند. Luz نام محله‌ای است که استادیوم در آن ساخته شده‌است. در مرز بین دو محله بنفیکا و کارنیده، که خود این محله نیز نامش را از Igreja de Nossa Senhora da Luz (کلیسای بانوی نورانی ما) گرفته‌است. این نام غیررسمی بلافاصله پس از ساخت استادیوم اصلی به وجود آمد؛ مردم لیسبون به شکل ساده آن را Luz ("چراغ") می‌نامیدند؛ بنابراین، نام عمومی ورزشگاه "Estádio da Luz" شد که معمولاً به "ورزشگاه نور" ترجمه می‌شود. با این حال، می‌توان ادعا کرد که این ترجمه نادرست است، زیرا لوز نه به "نور" بلکه به آدرس اصلی ورزشگاه اشاره دارد: Estrada da Luz ("جاده نور").

## بازی‌های برجسته

### بازی افتتاحیه
| بنفیکا            | ۲–۱   | ناسیونال |
| ----------------- | ----- | -------- |
| نونو گومز ۷'، ۴۷' | گزارش | ملو ۱۱'  |

در بازی افتتاحیه، بنفیکا با گل‌های نونو گومز، که به اولین گلزن استادیو دا لوز تبدیل شد، حریف اروگوئه‌ای خود، ناسیونال را شکست داد.

### یورو ۲۰۰۴
یک‌چهارم نهایی
| پرتغال                                                         | ۲–۲ (و.ا.) | انگلستان                                            |
| -------------------------------------------------------------- | ---------- | --------------------------------------------------- |
| پوستیگا ۸۳' · روی کاستا ۱۱۰'                                   | گزارش      | اوون ۳' · لمپارد ۱۱۵'                               |
| ضربات پنالتی                                                   |            |                                                     |
| دکو · سیمائو · روی کاستا · رونالدو · مانیش · پوستیگا · ریکاردو | ۶–۵        | بکهام · اوون · لمپارد · تری · هارگریوز · کول · واسل |

در اولین رقابت‌ها بین دو تیم انگلیس و پرتغال در مرحله یک‌چهارم نهایی، تیم انگلیسی پس از گذشت تنها دو دقیقه از بازی، با گلزنی مایکل اوون پیش افتاد. فشار مداوم پرتغال منجر به گل تساوی‌بخش هلدر پوستیگا در دقیقه ۸۳ شد. در آخرین دقایق، ضربه سر مایکل اوون به تیر دروازه پرتغال برخورد کرد و به دنبال آن سول کمپل توپ را با یک ضربه سر دیگر راهی دروازه کرد و در حالی که به نظر می‌رسید انگلیس دوباره برتری را به دست گرفته، داور بازی، اورس مایر خطا بر روی دروازه‌بان پرتغالی ریکاردو را تشخیص داد. هر دو تیم با رد و بدل کردن گل در وقت‌های اضافه، کار را به (ضربات پنالتی) کشاندند که پرتغال با نتیجه ۶–۵ پیروز شد. ریکاردو پنالتی داریوس واسل را دفع کرد و سپس گل پیروزی را خود او برای پرتغال به ثمر رساند.
فینال
| پرتغال | ۰–۱   | یونان        |
| ------ | ----- | ------------ |
|        | گزارش | چاریستیس ۵۷' |

### فینال لیگ قهرمانان اروپا ۲۰۱۴
| رئال مادرید                                                  | ۴–۱ (و.ا.) | اتلتیکو مادرید |
| ------------------------------------------------------------ | ---------- | -------------- |
| راموس ۹۰+۳' · بیل ۱۱۰' · مارسلو ۱۱۸' · رونالدو ۱۲۰' (پنالتی) |            | گودین ۳۶'      |

### لیگ قهرمانان اروپا ۲۰–۲۰۱۹
یک‌چهارم نهایی
| آتالانتا      | ۱–۲   | پاری سن ژرمن                        |
| ------------- | ----- | ----------------------------------- |
| - پاشالیچ ۲۷' | گزارش | - مارکینیوس ۹۰' - چوپو-موتینگ ۹۰+۳' |

| بارسلونا                      | ۲–۸   | بایرن مونیخ                                                                              |
| ----------------------------- | ----- | ---------------------------------------------------------------------------------------- |
| - آلابا ۷' (گ.خ.) - سوارز ۵۷' | گزارش | - مولر ۴'، ۳۱' - پریشیچ ۲۲' - گنابری ۲۷' - کیمیش ۶۳' - لواندوفسکی ۸۲' - کوتینیو ۸۵'، ۸۹' |

نیمه‌نهایی
| لایپزیگ | ۰–۳   | پاری سن ژرمن                               |
| ------- | ----- | ------------------------------------------ |
|         | گزارش | - مارکینیوس ۱۳' - دی ماریا ۴۲' - برنات ۵۶' |

فینال
| پاری سن ژرمن | ۰–۱   | بایرن مونیخ |
| ------------ | ----- | ----------- |
|              | گزارش | - کومان ۵۹' |

## بازی‌های جام ملت‌های اروپا ۲۰۰۴
| تاریخ        |        | نتیجه               |          | مرحله         |
| ------------ | ------ | ------------------- | -------- | ------------- |
| ۱۳ ژوئن ۲۰۰۴ | فرانسه | ۲–۱                 | انگلستان | گروه B        |
| ۱۶ ژوئن ۲۰۰۴ | روسیه  | ۰–۲                 | پرتغال   | گروه A        |
| ۲۱ ژوئن ۲۰۰۴ | کرواسی | ۲–۴                 | انگلستان | گروه B        |
| ۲۴ ژوئن ۲۰۰۴ | پرتغال | ۲–۲ (۶–۵ در پنالتی) | انگلستان | یک‌چهارم نهایی |
| ۴ ژوئیه ۲۰۰۴ | پرتغال | ۰–۱                 | یونان    | فینال         |

## بازی‌های بنفیکا در رقابت‌های اروپایی
تا تاریخ ۲۷ فوریه ۲۰۲۰ بازی‌های انجام شده
- ۰۴–۲۰۰۳ (لیگ اروپا)
- ۳–۱ مولده
- ۱–۰ روزنبرگ
- ۰–۰ اینتر میلان
- ۰۵–۲۰۰۴
- ۱–۰ اندرلشت (لیگ قهرمانان اروپا)
- ۲–۰ دوکلا بانسکا بیستریکا (لیگ اروپا)
- ۴–۲ هیرنفین
- ۲–۰ دینامو زاگرب
- ۱–۱ زسکا مسکو
- ۰۶–۲۰۰۵ (لیگ قهرمانان اروپا)
- ۱–۰ لیل
- ۰–۱ ویارئال
- ۲–۱ منچستر یونایتد
- ۱–۰ لیورپول
- ۰–۰ بارسلونا
- ۰۷–۲۰۰۶
- ۳–۰ آستریا وین (لیگ قهرمانان اروپا)
- ۰–۱ منچستر یونایتد
- ۳–۰ سلتیک
- ۳–۱ کپنهاگن
- ۱–۰ دینامو بخارست (لیگ اروپا)
- ۳–۱ پاری سن ژرمن
- ۰–۰ اسپانیول
- ۰۸–۲۰۰۷
- ۲–۱ کپنهاگن (لیگ قهرمانان اروپا)
- ۰–۱ ساختار دونتسک
- ۱–۰ سلتیک
- ۱–۱ میلان
- ۱–۰ نورنبرگ (لیگ اروپا)
- ۱–۲ ختافه
- ۰۹–۲۰۰۸ (لیگ اروپا)
- ۲–۰ ناپولی
- ۰–۲ گالاتاسارای
- ۰–۱ متالیست خارکوف
- ۲۰۱۰–۲۰۰۹ (لیگ قهرمانان اروپا)
- ۴–۰ فورسکلا
- ۲–۰ باته بوریسف
- ۵–۰ اورتون
- ۲–۱ آ.ا. ک آتن
- ۴–۰ هرتابرلین
- ۱–۱ مارسی
- ۲–۱ لیورپول
- ۱۱–۲۰۱۰
- ۲–۰ هاپوئل (لیگ قهرمانان اروپا)
- ۴–۳ لیون
- ۱–۲ شالکه ۰۴
- ۲–۱ اشتوتگارت (لیگ اروپا)
- ۲–۱ پاری سن ژرمن
- ۴–۱ آیندهوون
- ۲–۱ براگا
- ۱۲–۲۰۱۱ (لیگ قهرمانان اروپا)
- ۲–۰ ترابوزان
- ۳–۱ توئنته
- ۱–۱ منچستر یونایتد
- ۱–۱ بازل
- ۱–۰ اتلول گالاتسی
- ۲–۰ زنیت
- ۰–۱ چلسی
- ۱۳–۲۰۱۲
- ۰–۲ بارسلونا (لیگ قهرمانان اروپا)
- ۲–۰ اسپارتاک موسکو
- ۲–۱ سلتیک
- ۲–۱ بایر لورکوزن (لیگ اروپا)
- ۱–۰ بوردو
- ۳–۱ نیوکاسل
- ۳–۱ فنرباغچه
- ۱۴–۲۰۱۳
- ۲–۰ اندرلشت (لیگ قهرمانان اروپا)
- ۱–۱ المپیاکوس
- ۲–۱ پاری سن ژرمن
- ۳–۰ پائوک (لیگ اروپا)
- ۲–۲ تاتنهام
- ۲–۰ آلکمار
- ۲–۱ یوونتوس
- ۱۵–۲۰۱۴ (لیگ قهرمانان اروپا)
- ۰–۲ زنیت
- ۱–۰ موناکو
- ۰–۰ بایر لورکوزن
- ۱۶–۲۰۱۵ (لیگ قهرمانان اروپا)
- ۲–۰ آستانه
- ۲–۱ گالاتاسرای
- ۱–۲ اتلتیکو مادرید
- ۱–۰ زنیت
- ۲–۲ بایرن مونیخ
- ۱۷–۲۰۱۶ (لیگ قهرمانان اروپا)
- ۱–۱ بشیکتاش
- ۱–۰ دینامو کیف
- ۱–۲ ناپولی
- ۱–۰ بروسیا دورتموند
- ۱۸–۲۰۱۷ (لیگ قهرمانان اروپا)
- ۱–۲ زسکا مسکو
- ۰–۱ منچستر یونایتد
- ۰–۲ بازل
- ۱۹–۲۰۱۸
- ۱–۰ فنرباغچه (لیگ قهرمانان اروپا)
- ۱–۱ پائوکه
- ۰–۲ بایرن مونیخ
- ۱–۱ آژاکس
- ۱–۰ آکه آتن
- ۰–۰ گالاتاسرای (لیگ اروپا)
- ۳–۰ دینامو زاگرب
- ۴–۲ آینتراخت فرانکفورت
- ۲۰–۲۰۱۹
- ۱–۲ آر.بی. لایپزیگ (لیگ قهرمانان اروپا)
- ۲–۱ لیون
- ۳–۰ زنیت
- ۳–۳ شاختار دونتسک (لیگ اروپا)
- آمار تمام بازی‌ها

۹۱ بازی: ۵۷ برد، ۱۷ تساوی، ۱۷ باخت
۱۴۷ گل زده، ۷۱ گل خورده

## یادداشت
1. 1 2 3 4  سایر رقابت‌های باقی‌مانده از لیگ قهرمانان اروپا ۲۰–۲۰۱۹، که در پی شیوع ویروس کرونا به تعویق افتاده بودند، در ماه اوت و در دو ورزشگاه استادیو دا لوز و ژوزه آلوالاد در کشور پرتغال و بدون حضور تماشاگران برگزار شدند.[۲۲]